# Discodermia inscripta
Discodermia inscripta är en svampdjursart som först beskrevs av Schmidt 1879.  Discodermia inscripta ingår i släktet Discodermia och familjen Theonellidae.
Artens utbredningsområde är Kuba. Inga underarter finns listade i Catalogue of Life.